# Ieva Zasimauskaitė

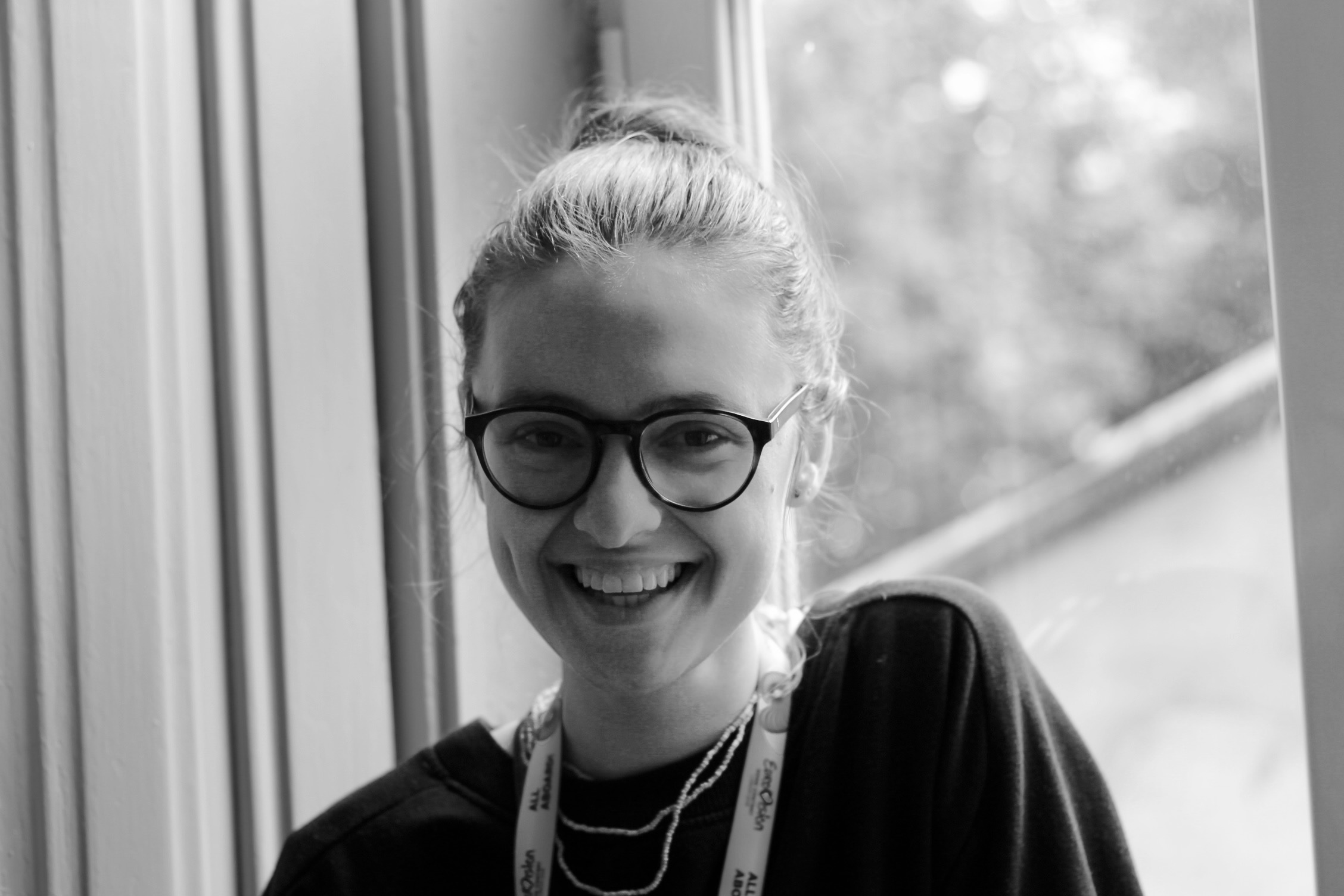
Ieva Zasimauskaite, 2018

Ieva Zasimauskaitė-Kiltinavičienė (* 2. Juli 1993 in Kaunas) ist eine litauische Sängerin, die ihre Heimat Litauen mit ihrem Song When We’re Old im Eurovision Song Contest 2018 vertreten und den 12. Platz belegt hat.

## Leben
Ieva Zasimauskaitė wuchs in der zweitgrößten litauischen Stadt Kaunas auf. Mit der Musik beschäftigte sie sich schon im Kindergarten. Ihr Abitur machte Zasimauskaitė am Gymnasium der Vytautas-Magnus-Universität (VšĮ Vytauto Didžiojo universiteto „Rasos“ gimnazija) in Kalniečiai. Von 2012 bis Juni 2015 absolvierte sie das Bachelorstudium Hotel Management an der Internationalen Hochschule für Recht und Wirtschaft in der litauischen Hauptstadt Vilnius. 2014 verbrachte Zasimauskaitė ein Semester nach dem Erasmus-Programm in Barcelona. Im Frühling 2015 absolvierte sie ein Praktikum in einem Hotel in ihrer Heimatstadt Kaunas. Im Dezember 2015 arbeitete sie in einem Souvenirladen.

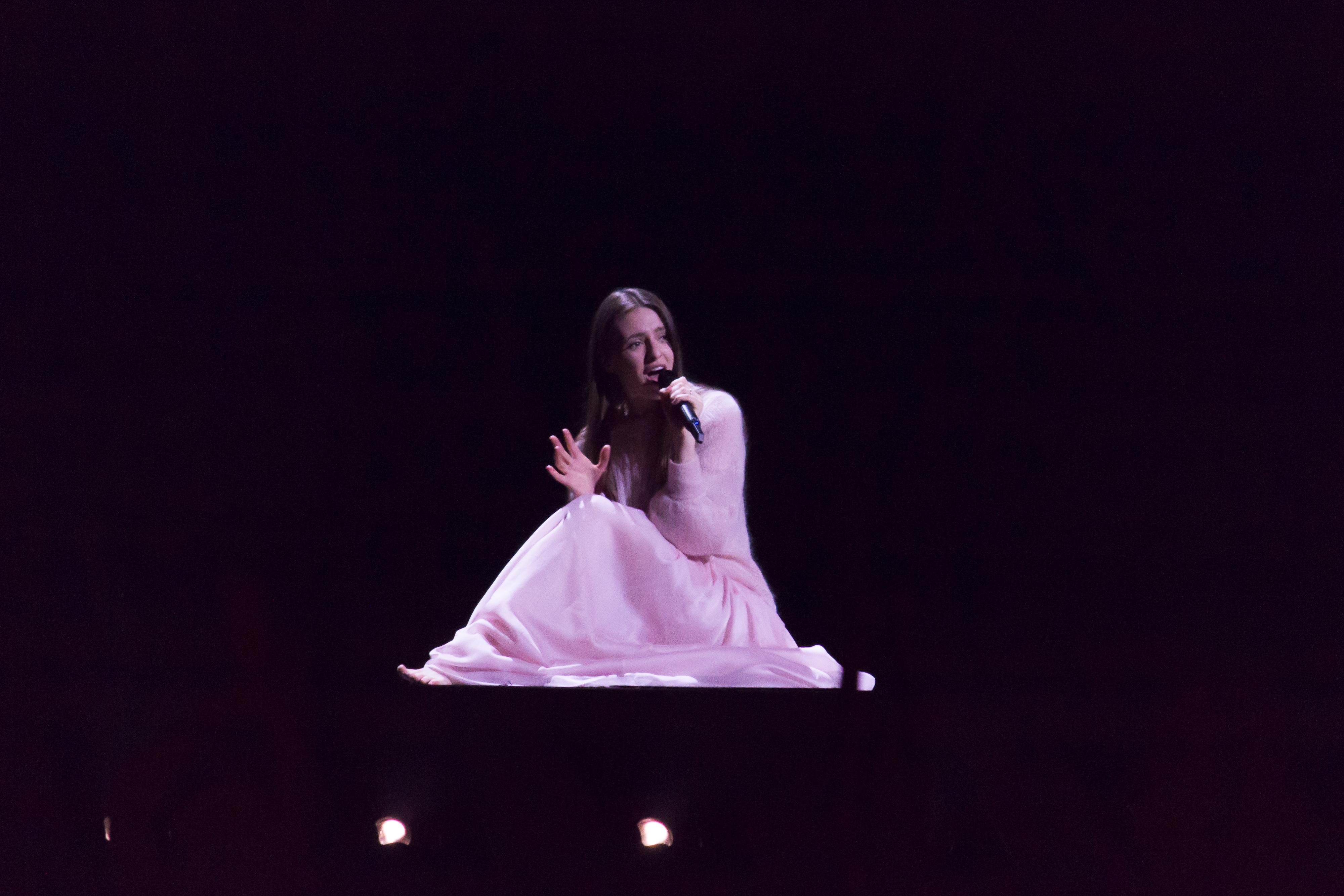
Ieva Zasimauskaitė beim ESC 2018

Seit ihrem 7. Lebensjahr besuchte Ieva Zasimauskaitė die erste Klasse und wurde im 2. Halbjahr zur Gesang-Klasse der Aleksandras-Kačanauskas-Musikschule Kaunas in Žaliakalnis aufgenommen. Nach acht Jahren absolvierte sie das Fach „Estradischer Gesang“. In der Musikschule sang Ieva in der Kinder-Gesang-Band „Linksmasis do“ und spielte Klavier. Sie nahm auch bei verschiedenen Wettbewerben und Festivalen teil. Dann machte Zasimauskaitė eine einjährige Pause ohne Musik. Als sie 16 Jahre alt war, folgte dann die dreimonatige Teilnahme als Mitglied im Kaunasser Chor am TV3-Projekt „Chorų karai“ (Chor-Kriege). Nachdem der Chor (mit der Leitung von Raigardas Tautkus) das TV-Projekt gewann, konzertierte Zasimauskaitė dann etwa drei Jahre zusammen mit ihrem Chor im ganzen Litauen; man organisierte bis zu 16 Konzerten pro Monat. Danach begann sie, mit dem Komponisten und Musik-Producer Tautkus, Leader der Jungs-Band N.E.O., persönlich zusammenzuarbeiten, wonach sie 2011 ihren künftigen Ehemann kennenlernte.
2012 folgte das Projekt Lietuvos balsas („Lithuanian Voice“), wo Zasimauskaitė das Superfinale erreichte. Kurz danach begann sie ihre Solo-Karriere. Das von ihr komponiertes erstes Lied war „Pasiilgau“ ('Ich vermisste'). Zu Silvesterfeier 2015/2016 sang Zasimauskaitė in einem Restaurant als eingeladene Sängerin. Dann hatte sie viele Konzerte mit ihrer Live-Band. Meistens sang sie bei Veranstaltungen, Hochzeiten, Firmenveranstaltungen (Lieder von Adele, Rihanna, Alicia Keys).
Ieva Zasimauskaitė versuchte, ihr Land 2013, 2014, 2016, 2017, 2022 und 2025 bei Eurovision zu vertreten. Sie lernte Vokal bei Rock-Sänger Česlovas Gabalis, der Opernsängerin Kristina Zmailaitė, Rosita Čivilytė und Gendrius Jokūbėnas (in Panevėžys). Ieva ist auch Songwriterin und singt selbst komponierte Lieder.

## Familie
Ihre Eltern sind Mediziner und singen auch gerne. Der Vater spielt Gitarre. Ieva hat den vier Jahre älteren Bruder Ugnius Zasimauskas (* 1989).
Ieva Zasimauskaitė wurde im Juni 2015 nach einer Freundschaft von fünf Jahren in einer katholischen Erzengel-Michael-Kirche in Kaunas verheiratet. Ihr Mann Marius Kiltinavičius (* 1982) ist Basketballtrainer der litauischen Basketballnationalmannschaft (U-20), ehemaliger Trainer von BC Sūduva-Mantinga und Sänger der Jungs-Band N.E.O. Seit 2014 sind beide Vegetarier, interessieren sich für Ayurveda, praktizieren Meditation. Einige Male reiste das Paar als Pilger zusammen nach Indien.
Im Jahr 2020 gab Ieva Zasimauskaitė die Trennung von Marius Kiltinavičius bekannt. Nur ein Jahr später heiratete sie den Vaishnava-Mönch Simas Grabauskas. Das erste Kind des Paares wurde im Mai 2023 geboren.

## Diskografie
Singles
- 2018: When We’re Old
- 2022: I’ll Be There
- 2025: Don’t You Ever Leave Me